# Grad Winchester
Winchesterski grad je srednjeveška stavba v Winchestru v Hampshiru v Angliji. Ustanovljen je bil leta 1067. Samo še velika dvorana stoji; v njej je muzej zgodovine Winchestra.

## Zgodovina

### Zgodnja zgodovina
Okoli leta 70 našega štetja so Rimljani zgradili masivno zemeljsko obzidje, dolgo 240 m in široko 61 m. Poleg tega so zgradili utrdbo za zaščito mesta Venta Belgarum. To mesto je izbral Viljem Osvajalec kot mesto enega prvih normanskih gradov v Angliji.
Grad je bil zgrajen leta 1067 in več kot sto let je bil sedež vlade normanskih kraljev. Henrik II. Angleški je zgradil kamnito zgradbo za kraljevo zakladnico in Domesday Book. Še vedno je viden okrogel stolp iz prvotnega gradu skupaj s vstopno potjo. Leta 1141, med anarhijo, so sile kraljice Matilde oblegale sile kralja Štefana na gradu, v bitki imenovani Rout of Winchester.

### Gradnja velike dvorane
Med letoma 1222 in 1235 je Henrik III. Angleški, ki se je rodil na gradu Winchester, dodal Veliko dvorano, zgrajeno v obliki 'dvojne kocke', ki je merila 33,53 m krat 16,76 m krat 16,76 m. Velika dvorana je bila zgrajena iz kremena s kamnitimi oblogami; prvotno je imela nižje stene in streho s strešnimi okni. Na njihovo mesto so bila dodana visoka dvoslojna okna z zgodnjimi ploščami. Prizidke gradu je dodal Edvard II. Velika dvorana je zaščitena stavba stopnje I. Za Veliko dvorano je leta 1986 nastal vrt v srednjeveškem slogu, imenovan Vrt kraljice Eleonore.
V veliki dvorani je bila obešena Arturjeva okrogla miza. Miza je bila prvotno izdelana v 13. stoletju in prebarvana v sedanji obliki za Henrika VIII.; okoli roba mize so bila naslikana imena vitezov kralja Arturja. Portret kralja Arturja je prepoznavna upodobitev mladega Henrika VIII. V veliki dvorani je bila obešena tudi serija slikovnih epigramov, iluminiranih v srednjeveškem meniškem slogu, znanih kot Winchester Panels. Predvidevajo, da prikazujejo 25 vitezov okrogle mize in ponazarjajo izzive, s katerimi se sooča odraščajoči značaj, ko napreduje po velikem 'kolesu življenja'.

### Kasnejša zgodovina
Leta 1302 sta Edvard I. in njegova druga žena, Margareta Francoska, komaj ušla smrti, ko je kraljeve apartmaje v gradu uničil požar. 19. marca 1330 je bil Edmund iz Woodstocka, 1. grof Kentski, obglavljen zunaj obzidja gradu v Despenserjevi zaroti proti kralju Edvardu III. Grad je ostal pomembna rezidenca in 10. aprila 1472 se je v njem rodila Margareta Yorška, hči kralja Edvarda IV.
Leta 1580 je bila tukaj skupaj z drugimi katoličani zaprta nuna Elizabeth Sander. Pobegnila je, vendar se je vrnila, da bi pokazala, da katoličani spoštujejo zakon. Po prihodu Elizabete I. na prestol leta 1558 je grad prenehal biti kraljeva rezidenca in je bil predan mestnim oblastem Winchestra.
17. novembra 1603 se je v predelani Veliki dvorani začelo sojenje zaradi siru Walterju Raleighu izdaje zaradi njegove domnevne vloge pri glavni zaroti. Grad so uporabljali rojalisti v angleški državljanski vojni, nazadnje so ga leta 1646 prevzeli parlamentarci, nato pa so ga po ukazu Oliverja Cromwella leta 1649 porušili. Kasneje v 17. stoletju je Karel II. Angleški načrtoval gradnjo kraljeve hiše ob tem mestu in naročil Christopherju Wrenu, da oblikuje kraljevo palačo, ki bi bila konkurenčna Versajski palači, vendar je Jakob II. Angleški projekt opustil. V veliki dvorani je po Monmouthovem uporu sodnik Jeffreys 27. avgusta 1685 razsodil krvavo obravnavo: med obtoženimi na sodišču v Winchestru je bila Alice Lisle, ki je bila obsojena na smrt zaradi dajanja zatočišča ubežnikom.
Castle Hill, ki je v bližini, je lokacija zbornice za svet okrožja Hampshire in od leta 2014 registrski urad Winchester.
Velika dvorana je bila tudi dom Winchester Assizes in leta 1954 je tam potekalo še eno razvpito sojenje, ko so Edwardu Montaguju, Michaelu Pitt-Riversu in Petru Wildebloodu začeli soditi in so bili obsojeni zaradi posebnih dejanj homoseksualne nespodobnosti.
Velika dvorana je bila tudi prizorišče sojenja in obsodbe šestih članov začasne IRA leta 1973 za bombni napad na Old Bailey. Velika dvorana je prenehala biti prizorišče kazenskih sodb, potem ko so leta 1974 vzhodno od Velike dvorane postavili Winchester Law Courts.
Grad Winchester stoji v neposredni bližini Westgate, dela preostalega mestnega obzidja.

## Galerija
- Notranjost velike dvorane
- Winchester Round Table v Veliki dvorani, dendrohronološka datacija jo je postavila na 1275
- Kip kraljice Viktorije v veliki dvorani
- Ostanki gradu: izkopavanja vključno s prehodom v grajsko klet